# Pavel Nebeský
Pavel Nebeský (6. února 1861 Praha – 18. února 1913 Plzeň) byl redaktor, spisovatel, žurnalista, překladatel, dramaturg, knihovník, herec.

## Život
Pavel Nebeský se narodil do rodiny Václava Bolemíra Nebeského, který byl v roce1848 členem Národního výboru a delegátem Slovanského sjezdu a Terezie, rozené Fastrové, dcery Petra Fastra, českého vlastence, místopředsedy Svatováclavského výboru a člena Národního výboru v revolučním roce 1848.
V dětství byl Pavel Nebeský obklopen vzdělanými vlastenci a literáty. Vystudoval Malostranské gymnázium, na kterém absolvoval v roce 1878. Ve studiu pokračoval na Filosofické fakultě Univerzity Karlovy, kterou však kvůli účasti na "chuchelské řeži" nedokončil, byl vyloučen. Po ukončení studia začal pracovat jako redaktor Českých listů. Tam vedl rubriku o divadle. V letech 1881–1884 podnikl mnoho studijních cest, navštívil Německo, Švýcarsko, Rakousko, Itálii i Francii. Poté se začal věnovat divadlu intenzivněji.
Jako herec byl prvně angažován v roce 1884 Pokorného společností, která v letech 1881–1884 v Plzni zajišťovala divadelní provoz v zimní sezóně (tzn. v hlavní sezóně). V letní sezóně společnost kočovala. Díky tomuto angažmá se Nebeský dostal do Plzně, po Praze dalším rozvinutým českým divadelním centrem. Zde působil do 8. června 1887 a sehrál tu na sto devadesát rolí. S touto společností se dostal do Litomyšle, kde se seznámil s Klotildou Wižďálkovou, se kterou se oženil. Svědkem mu byl Alois Jirásek. Pokorného společnost získala v letech 1885/1886 zimní sezónu v Národním divadle v Brně, kde se stal Nebeský hercem i režisérem činohry a opery. V roce 1887se vrátil do Plzně, dostal se ke společnosti Pavla Švandy ze Semčic st., tam působil jako činoherní režisér a herec. Za celou svoji divadelní kariéru sehrál 400 rolí a inscenoval 250 inscenací.
Největší část jeho umělecké tvorby tvořilo herectví a režie, byl ale také překladatelem. Překládal německá dramata a operní libreta. Společně s Eduardem Šimkem zpracoval a upravil báseň Svatopluka Čecha jako operní libreto pro operu Lešetínský kovář pro plzeňského skladatele Stanislava Sudu.
V roce 1894 po deseti letech divadelní činnosti ukončil Nebeský kariéru herce, režiséra a dramaturga. Jeho velká rodina se usadila v Plzni a on se stal redaktorem Plzeňských listů, kde zavedl novou rubriku "Ze světa uměleckého", kterou redigoval a přispíval do ní. Nejčastěji své čtenáře informoval o činoherním a hudebním plzeňském divadle. Pod pseudonymem Petr Lípa psal i původní beletristické texty a překládal z francouzštiny. V posledním roce svého života byl jmenován dramaturgem městského divadla.
Úzce spolupracoval se Studentským akademickým spolkem "Radbuza" a s Pošumavskou jednotou. S nimi absolvoval řadu přednášek v západním pohraničí, čímž posílil české menšinové hnutí. Plzeňská umělecká a kulturní elita se scházela ve stolní společnosti "Mha", Nebeský byl také jejím členem.
Pavel Nebeský se nezapomenutelně zapsal i do historie Knihovny města Plzně. Po smrti profesora Cimrhanzla, prvního správce knihovny, byla knihovna nějaký čas zavřená. Její správy se ujal v říjnu 1899 Nebeský a funkci vykonával do své smrti v roce 1913. S vedením knihovny mu vydatně pomáhala jeho žena Klotilda (3.10. 1864 ve Voticích – 7. 12. 1925 v Plzni), která pracovala v knihovně i po jeho smrti. Za jejich působení se v roce 1910 začaly knihy půjčovat zdarma, což významně zvýšilo počet výpůjček i počet stálých čtenářů.
Nebeský zemřel 18. února 1913 a byl pohřben se všemi poctami, které mohlo město Plzeň poskytnout. Pochován je na Ústředním hřbitově v Plzni, hrob U29 / O 10.

## Dílo
- Lešetínský kovář libreto k opeře plzeňského skladatele Stanislava Sudy
- Slovanská vzájemnost, divadelní hra
- Baron Trenk
- Lydie aneb Román ruské nihilistky
- Bobří kožich: zlodějská komedie o čtyřech jednáních, překlad divadelní hry
- Kean: hra o 5 jednáních
- Evangelista: hudební drama o dvou jednáních, libreto
- O Josefu Kajetánu Tylovi, přednáška[1]
- Válka v míru, divadelní hra[7]
- Polský Žid, překlad lidové zpěvohry[8]